# Soulier d'or belge 1974
Le Soulier d'or 1974 est un trophée individuel, récompensant le meilleur joueur du championnat de Belgique sur l'ensemble de l'année 1974. Ceci comprend donc à deux demi-saisons, la fin de la saison 1973-1974, de janvier à juin, et le début de la saison 1974-1975, de juillet à décembre.

## Lauréat
Il s'agit de la vingt-et-unième édition du trophée, remporté par l'attaquant du Sporting d'Anderlecht Paul Van Himst. Il remporte ainsi son quatrième Soulier d'Or, établissant un record qui tient toujours aujourd'hui. Après avoir remporté trois fois le trophée durant ses six premières saisons professionnelles, il a par la suite été souvent négligé par les votants, malgré ses performances restées constantes. Au milieu des années 1970, Paul Van Himst est devenu une véritable icône du club anderlechtois, et est le meneur d'une équipe composée de jeunes talents comme Hugo Broos ou Robert Rensenbrink.
En 1974, Anderlecht remporte le titre de champion de Belgique, emmené par Van Himst. Ce quatrième Soulier d'or est donc une récompense pour une saison de haut niveau, mais également pour l'ensemble de sa carrière.
Christian Piot et Maurice Martens, les deux derniers lauréats, complètent le podium, à bonne distance du vainqueur.

## Top 5
| Place | Joueur             | Nationalité | Club(s)           | Points |
| ----- | ------------------ | ----------- | ----------------- | ------ |
| 1.    | Paul Van Himst     |             | RSC Anderlecht    | 238    |
| 2.    | Christian Piot     |             | Standard de Liège | 159    |
| 3.    | Maurice Martens    |             | Racing White      | 147    |
| 4.    | Robert Rensenbrink |             | RSC Anderlecht    | 117    |
| 5.    | Erwin Vandendaele  |             | FC Bruges         | 65     |

### Sources
- (nl) Cet article est partiellement ou en totalité issu de l’article de Wikipédia en néerlandais intitulé « Belgische Gouden Schoen 1974 » (voir la liste des auteurs).